# Filarmônica Euterpe Lapense
A Filarmonica Euterpe Lapense, é uma instituição Filantrópica que tem como principal objetivo unir sociedade e cultura. Atualmente e regida por Gilberto Junior Santos e Presidida pela Sra. Professora Solange Bernadete. Alguns dos seus sócios são a atual Tesoureira Sra. Cleonice, Geraldo Bastos, Dr. Edvaldo, Rui Chaves entre outros.
Nossa atual Sede se localiza no andar de cima da Casa da Cultura Lapense, na Praça do Livro. Aos fundos da Biblioteca Municipal de nossa cidade.
Contamos hoje com quase 40 músicos. E cobrimos vários eventos (na maioria culturais e religiosos) em nossa cidade e somos convidados a tocar em eventos em algumas cidades aqui em nossa região.

## Instalações
A filarmônica está instalada na rua Conselheiro Luiz Viana, no centro da cidade, tendo como objetivo a instalação num casarão da era coronelistica, que se encontra a restaurar.

## Os instrumentos
Os instrumentos da filarmônica foram doados por uma das famílias tradicionais da cidade, a família Magalhães.

## Utilidade pública
A Filarmônica Eurerpe Lapense foi declarada de utilidade pública pela Lei n.º 4670, de 27 de Junho de 1986, da Assembleia Legislativa do Estado da Bahia.

## Presidência
A Euterpe Lapense é presidida atualmente (2011) pela professora Solange Bernadete Moreira Chaves.